# غاشبر مارجوتش
غاشبر مارجوتش (بالسلوفينية: Gašper Marguč) مواليد 20 أغسطس 1990 في تسليه، هو لاعب كرة يد سلوفيني يلعب كجناح أيمن. يلعب حاليا مع نادي فيسبرم لكرة اليد ويحمل الرقم 24. مثل منتخب سلوفينيا لكرة اليد.

## سجل المنافسة
شارك في البطولات التالية:
- بطولة أوروبا لكرة اليد للرجال 2016

## روابط خارجية
- غاشبر مارجوتش على موقع الاتحاد الأوروبي لكرة اليد (الإنجليزية)